# Ленінський (Пуховицький район)
Ленінський (біл. вёска Ленінскі) — село в складі Пуховицького району Мінської області, Білорусь. Село підпорядковане Новопольській сільській раді, розташоване в центральній частині області.